# Louis Guillart
Pour les articles homonymes, voir Guillart.
Louis Guillart ou Guillard, né en 1491 et mort le 5 novembre 1565 à Paris, est un prélat français.
Il fut évêque de Tournai, de Chartres, de Chalon et de Senlis.

## Biographie
Louis Guillart nait en 1491. Il est le fils de Charles Guillard, seigneur de l'Épichellière, président à mortier au Parlement de Paris, et de Jeanne de Wignacourt. Il est le frère d'André Guillard, intendant des finances sous Henri II.
Louis Guillart est conseiller au parlement de Paris et maître de l'oratoire du roi.
L'évêque de Tournai, Charles de Hautbois, cède son diocèse en 1513 à Louis Guillard, mais Guillard ne peut pas prendre possession de son diocèse, la ville étant tombée au pouvoir de Henri VIII d'Angleterre. Le roi anglais  nomme Thomas Wolsey à cet évêché. Wolsey occupe l'évêché pendant cinq ans, sans jamais recevoir l'institution canonique.
Après la domination française de la ville en 1519 Guillard reparaît comme évêque. La ville de Tournai passée en 1521 sous la domination de Charles Quint, Guillard cesse d'administrer l'évêché de Tournai.
Il traite avec Érard de La Marck et devient évêque de Chartres en 1525. Il fait visite le 29 décembre 1526 aux religieuses de l'abbaye Saint-Avit-lès-Châteaudun, auxquelles il imposa des statuts plus rigoureux. Évêque de Chartres il poursuit avec beaucoup d'énergie le calvinisme et contribue à orner la cathédrale de tableaux.
En 1528, il assiste au concile de Sens.
En 1553, Guillard est transféré à Chalon et en 1560 au diocèse de Senlis. Louis Guillard est aussi prieur commendataire de l'abbaye Saint-Magloire de Léhon de 1558 à 1560 et abbé commendataire de Vaux-de-Cernay. En 1560, le cardinal de Lorraine lui confie aussi l'administration de l'archidiocèse de Reims. Louis Guillard résigne en 1561.